# Батыкский сельский округ
Батикский сельский округ (каз. Батық ауылдық округі) — административная единица в составе Шетского района Карагандинской области Казахстана. Административный центр — село Батык.
Население — 799 человек (2009; 738 в 1999, 1019 в 1989).
Ликвидировано село Аптека.

### Зимовки
- с. Батык
  1. зимовка Аптека
  2. зимовка Hижний Hарбак[3]